# Euoniticellus tibatensis
Euoniticellus tibatensis là một loài bọ cánh cứng trong họ Bọ hung (Scarabaeidae).